# Антидиуретический гормон
Аргинин вазопрессин (АВП), также известный как вазопресси́н, аргипрессин или антидиурети́ческий гормо́н (АДГ) — пептидный гормон гипоталамуса, найденный у большинства млекопитающих. 
В большинстве случаев содержит аргинин, поэтому может называться аргинин-вазопрессином или аргипрессином. Гормон накапливается в задней доле гипофиза (т.е. в нейрогипофизе) и оттуда секретируется в кровь. Его основными функциями является сохранение жидкости в организме и сужение кровеносных сосудов. Вазопрессин регулирует количество воды в организме, увеличивая реабсорбцию (повышая концентрацию мочи и уменьшая её объем) в собирательных трубочках почки, которые получают разбавленную (неконцентрированную) мочу, произведенную функциональной единицей почки, нефроном. Вазопрессин увеличивает водную проницаемость собирательных трубочек почки. Секреция гормона увеличивается при повышении осмолярности плазмы крови и при уменьшении объёма внеклеточной жидкости. Имеет также ряд эффектов на кровеносные сосуды и головной мозг.

## Структура
Состоит из 9 аминокислот: Cys-Tyr-Phe-Gln-Asn-Cys-Pro-(Arg или Lys)-Gly. У большинства млекопитающих в позиции 8 находится аргинин (аргинин-вазопрессин, AVP), у свиней и некоторых родственных животных — лизин (лизин-вазопрессин, LVP). Между остатками Cys1 и Cys6 формируется дисульфидная связь.
Структура окситоцина очень похожа на структуру вазопрессина. Это тоже нонапептидный гормон с дисульфидным мостиком, и его последовательность аминокислот отличается только в двух положениях. Гены окситоцина и вазопрессина расположены на одной хромосоме и разделены в большинстве случаев относительно маленьким расстоянием (меньше чем 15,000 оснований). Подобие этих двух пептидов может вызвать некоторые перекрестные реакции: у окситоцина есть небольшая антидиуретическая активность, а высокие уровни АДГ могут вызвать сокращения матки.

## Синтез и секреция
Большая часть гормона синтезируется крупноклеточными нейронами супраоптического ядра гипоталамуса, аксоны которых направляются в заднюю долю гипофиза («нейрогипофиз») и образуют синаптоподобные контакты с кровеносными сосудами. Вазопрессин, синтезированный в телах нейронов, аксонным транспортом переносится к окончаниям аксонов и накапливается в пресинаптических везикулах, секретируется в кровь при возбуждении нейрона.

## Типы рецепторов и внутриклеточные системы передачи гормонального сигнала
Все вазопрессиновые рецепторы являются классическими мембранными рецепторами, связанными с гетеротримерными G-белками.
V1A и V1B-рецепторы (V1R) связаны с Gq-белками и стимулируют фосфолипазно-кальциевый механизм передачи гормонального сигнала.
V1R в почках имеют высокую плотность на эпителиальных клетках собирательных трубочек. V1A-рецепторы  найдены на гладких мышцах кровеносных сосудов и вызывают сужение сосудов увеличением внутриклеточного кальция через фосфоинозитольный каскад. V1R также есть на кардиомиоцитах,  в мозге, яичке, верхнем шейном узле, печени.
Агонисты этих рецепторов являются когнитивными стимуляторами и устраняют нарушения в пространственной памяти, вызванные скополамином; антагонисты ухудшают воспроизведение памяти. Использование этих веществ ограничено способом введения. В качестве примера агонистов V1R, действующих на память, можно привести NC-1900 и [pGlu4,Cyt6]AVP4-9.
V1B (V3)-рецепторы экспрессируются в передней доле гипофиза («аденогипофиз»)и головном мозге, где вазопрессин выступает в роли нейромедиатора. Они отвечают за поведенческую и нейроэндокринную адаптацию к стрессу, а также принимают участие в некоторых психиатрических состояниях, в частности, в депрессиях. Изучение этих рецепторов происходит в основном с использованием селективного антагониста SSR149415.
V2-рецепторы связаны с Gs-белками и стимулируют аденилатциклазный механизм передачи гормонального сигнала. Локализованы преимущественно в собирательной трубке почки. Известный антимочегонный эффект вазопрессина происходит через активацию V2R. Вазопрессин регулирует водное выделение почки, увеличивая осмотическую водную проходимость почечной трубочки сбора. Этот эффект объяснен сцеплением V2R с Gs , который активирует цАМФ.
Эти рецепторы являются мишенью многих лекарств для борьбы с несахарным диабетом. В центральной нервной системе эти рецепторы могут быть мишенью для борьбы с когнитивными расстройствами, но единственным веществом, действие которого было предметом подробных исследований, является агонист этих рецепторов DDAVP (десмопрессин, 1-деамино-8-D-аргинин-вазопрессин), усиливающий память и когнитивные способности.

## Физиологические эффекты
В аденогипофизе вазопрессин, наряду с кортикотропин-рилизинг-гормоном, стимулирует секрецию АКТГ.

### Почки
Вазопрессин является (наряду с натрийуретическими пептидами, альдостероном и др.) одним из гормонов, регулирующих выведения воды почкой. Его связывание с V2-рецепторами собирательной трубки приводит к встраиванию в апикальную мембрану её главных клеток белка водных каналов аквапорина 2, что увеличивает проницаемость эпителия собирательной трубки для воды и ведёт к усилению её реабсорбции. В отсутствие вазопрессина, например при несахарном диабете, суточный диурез у человека может достигать 20 л, тогда как в норме он составляет 1,5 литра. В экспериментах на изолированных почечных канальцах (canaliculi renalis) вазопрессин увеличивает реабсорбцию натрия, тогда как на целых животных вызывает увеличение экскреции этого катиона. Каким образом разрешить это противоречие, до настоящего времени не ясно.
Конечным эффектом действия вазопрессина на почки являются увеличение содержания воды в организме, рост объёма циркулирующей крови (ОЦК) (гиперволемия) и разведение плазмы крови (гипонатриемия и понижение осмолярности).

### Сердечно-сосудистая система
Через V1A-рецепторы вазопрессин повышает тонус гладкой мускулатуры внутренних органов, в особенности ЖКТ, повышает сосудистый тонус и таким образом вызывает увеличение периферического сопротивления. Благодаря этому, а также за счёт роста ОЦК, вазопрессин повышает артериальное давление. Однако при физиологических концентрациях гормона его сосудодвигательный эффект невелик. Вазопрессин имеет гемостатический (кровоостанавливающий) эффект за счёт спазма мелких сосудов, а также за счёт повышения секреции из печени, где находятся V1A-рецепторы, некоторых факторов свёртывания крови, в особенности фактора VIII  и уровня тканевого активатора плазмина, усиления агрегации тромбоцитов.
В больших дозах АДГ вызывает сужение артериол, что приводит к увеличению АД. Развитию гипертензии способствует также наблюдающееся под влиянием АДГ повышение чувствительности сосудистой стенки к констрикторному действию катехоламинов. В связи с этим АДГ и получил название вазопрессин.

### Центральная нервная система
В головном мозге участвует в регуляции агрессивного поведения. Предполагается его участие в механизмах памяти.
Аргинин-вазопрессин, а точнее его V1A-рецептор в мозге, играет роль в социальном поведении, а именно в нахождении партнёра, в отцовском инстинкте у животных и отцовской любви у мужчин. У степных полёвок Microtus ochrogaster рода Серые полёвки из-за большей длины промотора-микросателлита RS3 перед геном рецептора увеличена его экспрессия; этот вид строго моногамен, отличие от родственных им горных и луговых (пенсильванских) полёвок. Кроме того, полигамные полёвки с большей, чем у других, длиной RS3 более верны своим партнёрам и более того, «донжуанов» можно превратить в верных мужей, повысив экспрессию вазопрессиновых рецепторов в мозге. Сообщается также, что выявлена корреляция между длиной микросателлита-промотора и крепостью семейных отношений у людей.

## Регуляция
Главным стимулом для секреции вазопрессина является повышение осмолярности плазмы крови, обнаруживаемое осморецепторами в самих паравентрикулярном и супраоптическом ядрах гипоталамуса, в области передней стенки третьего желудочка, а также, по-видимому, печени и ряда других органов. Кроме того, секреция гормона повышается при уменьшении ОЦК, которое воспринимают волюморецепторы внутригрудных вен и предсердий. Последующая секреция AVP приводит к коррекции этих нарушений.
Вазопрессин химически весьма сходен с окситоцином, поэтому может связываться с рецепторами к окситоцину и через них оказывает утеротоническое и окситоцическое (стимулирующее тонус и сокращения матки) действие. Однако его аффинность к OT-рецепторам невелика, поэтому при физиологических концентрациях утеротонический и окситоцический эффекты у вазопрессина гораздо слабее, чем у окситоцина. Аналогично, окситоцин, связываясь с рецепторами к вазопрессину, оказывает некоторое, хотя и слабое, вазопрессиноподобное действие — антидиуретическое и сосудосуживающее.
Уровень вазопрессина в крови повышается при шоковых состояниях, травмах, кровопотерях, болевых синдромах, при психозах, при приёме некоторых лекарственных препаратов.

## Заболевания, вызванные нарушением функций вазопрессина

### Несахарный диабет
При несахарном диабете уменьшается реабсорбция воды в собирательных трубочках почек. Патогенез заболевания обусловлен недостаточной секрецией вазопрессина — АДГ (несахарный диабет центрального происхождения) или сниженной реакцией почек на действие гормона (нефрогенная форма, почечный несахарный диабет). Реже причиной несахарного диабета становится ускоренная инактивация вазопрессина вазопрессиназами циркулирующей крови. На фоне беременности течение несахарного диабета становится более тяжёлым из-за повышения активности вазопрессиназ или ослабления чувствительности собирательных трубочек.
Больные несахарным диабетом выделяют за сутки большое количество (>30мл/кг) слабоконцентрированной мочи, страдают от жажды и пьют много воды (полидипсия). Для диагностики центральной и нефрогенной форм несахарного диабета используют аналог вазопрессина десмопрессин — он оказывает лечебное действие только при центральной форме.

### Синдром неадекватной секреции антидиуретического гормона
Этот синдром обусловлен неполным подавлением секреции антидиуретического гормона при низком осмотическом давлении плазмы и отсутствии гиповолемии. Синдром неадекватной секреции антидиуретического гормона сопровождается пониженным выделением мочи, гипонатриемией и гипоосмотическим состоянием крови. Клинические симптомы — летаргия, анорексия, тошнота, рвота, мышечные подёргивания, судороги, кома. Состояние пациента ухудшается при поступлении в организм больших объёмов воды (внутрь или внутривенно); напротив, ремиссия наступает при ограничении употребления воды.